# Агафангел (Саввін)
Агафа́нгел (в миру Са́ввін Олексі́й Миха́йлович; 2 вересня 1938, с. Бурдіно, Тербунський район, Липецька область, Російська РФСР, СРСР) — український релігійний та політичний діяч російського походження. Архієрей УПЦ (МП) з 1975, митрополит Одеський та Ізмаїльський. З 1992 року — постійний член синоду УПЦ (МП). З 2009 — член Міжсоборної присутності РПЦ. Народний депутат України 1-го скликання. З 2006 депутат Одеської обласної ради від Партії регіонів. Третій за старшинством в єпископаті УПЦ (МП), вважається лідером її «проросійського крила».
У 1995—2008 — голова Навчального комітету при синоді РПЦвУ. За даними OSINT-розслідування групи Molfar є громадянином Росії.
Відомий своїми українофобськими поглядами та антидержавною проросійською діяльністю..
Є противником проголошення автокефалії ПЦУ. 1992 року був одним з основних противників митрополита Філарета і одним з основних прибічників збереження єдності з Московським патріархатом. У 2012 поруч з іншими впливовими членами Синоду запідозрений світськими ЗМІ у спробі перебрати владу в УПЦ (МП) в свої руки, користуючись тяжкою хворобою її предстоятеля.

## Життєпис
Народився 2 вересня 1938 в селі Бурдино Тербунського району Липецької області (нині Росія) в багатодітній селянській родині.
З 1942 по 1947 разом з сім'єю був евакуйований у місто Ояш в Новосибірській області.
У 1956 закінчив середню школу в рідному селі.
У 1958—1960 навчався у Київській духовній семінарії, у 1960—1962 — в Одеській духовній семінарії. У 1962 році вступив до Московської духовної академії, яку закінчив у 1966 році зі ступенем кандидата богослов'я за наукову роботу «Ідея спокути у давніх язичницьких народів і в старозавітній релігії».
2 квітня 1965 прийняв чернецтво з ім'ям Агафангел і був зарахований до числа братії Троїце-Сергієвої лаври. 18 квітня 1965 висвячений у сан ієродиякона, а 22 квітня — у сан ієромонаха. 7 квітня 1967 року зведений у сан ігумена, 1 червня — у сан архімандрита.
З 1966 працював старшим помічником інспектора і викладав в Одеській духовній семінарії. З 1967 по 1975 був її ректором.
У липні 1969 був членом делегації Російської православної церкви на конференції представників всіх релігій СРСР за співпрацю і мир між народами. У вересні того ж року брав участь в співбесідах богословів РПЦ і Євангелістської церкви ФРН.
Рішенням Синоду РПЦ від 11 листопада 1975 призначений єпископом Вінницьким і Брацлавським, керівником Вінницької та Хмельницької єпархій. 16 листопада митрополитами Київським і Галицьким Філаретом, Херсонським і Одеським Сергієм, архієпископом Уманським Макарієм і єпископом Переяслав-Хмельницьким Варлаамом висвячений на єпископа Вінницького і Брацлавського.
7 вересня 1981 зведений у сан архієпископа, 10 березня 1989 року — в сан митрополита.
У 1990 звільнений від управління Хмельницькою єпархією.
У 1990 Вінницьким обласним відділенням Радянського фонду культури висунутий кандидатом в народні депутати України. Брав участь у виборах у Староміському виборчому окрузі Вінниці, де обраний серед шести претендентів у другому турі, набравши 57,18 % голосів. 15 травня 1990 став народним депутатом України 1-го скликання. В парламенті був членом Комісії з питань відродження та соціального розвитку села.
Рішенням Священного Синоду УПЦ МП від 7 серпня 1991 року призначений митрополитом Івано-Франківським і Коломийським, керівником Івано-Франківської єпархії УПЦ МП. Митрополит Агафангел відмовився їхати в Івано-Франківськ, тому подав прохання почислити його на спокій, яке було задоволено Синодом 7 вересня 1991 року.
Після Архієрейського собору РПЦ, який відмовився надавати УПЦ МП автокефалію, допоки її очолює митрополит Філарет (Денисенко), 30 квітня 1992 року, у Житомирі, митрополит Агафангел очолив Зібрання представників духовенства, монастирів, братств і вірян, яке висловило недовіру митрополиту Київському Філарету, назвало його клятвопорушником і оголосило про необхідність скликання Архієрейського собору УПЦ МП, який би прийняв відставку Філарета і вибрав нового предстоятеля.
Невдовзі після цього повернувся на посаду керівника Вінницької єпархії, митрополита Вінницького і Брацлавського, попри те, що відповідного рішення синоду РПЦвУ не було.
Після остаточного розколу УПЦ МП і обрання Володимира (Сабодана) митрополитом Київським, рішенням синоду РПЦвУ від 20 червня 1992 року Агафангел призначений митрополитом Одеським та Ізмаїльським, керівником Одеської єпархії УПЦ МП, частина вірних якої була невдоволена проукраїнською політикою попереднього архієпископа Лазара. Тоді ж Саввіна призначили постійним членом Синоду.
У 1993—1998 митрополит був ректором Одеської духовної семінарії. З 27 серпня 1995 по 8 травня 2008 був головою Навчального комітету при Священному Синоді УПЦ МП.

## Політична діяльність та інтриги
Незважаючи на те, що церква не має права втручатися у політичні справи, Агафангел благословив діяльність радикальної проросійської громадської організації «Единое Отечество», створеної Валерієм Кауровим у 2001. Згодом, у 2007, вона була засуджена Архієрейським Собором УПЦ.

У 2004, під час Помаранчевої революції, підтримував Віктора Януковича. На мітингу 23 листопада в Одесі він заявив: 
|  | Віктор Федорович Янукович — достойно вибрана народом України людина. Він став лідером Української держави і сьогодні ми підтримуємо його як законно обраного президента нашої країни.Оригінальний текст (рос.) Виктор Федорович Янукович — человек достойно избранный народом Украины. Он стал лидером Украинского государства, и мы сегодня поддерживаем его, как законно избранного Президента нашей Державы. |

У 2006 та 2010 митрополит Агафангел очолював список Партії Регіонів на виборах в Одеську обласну раду, двічі стававши її депутатом.
27 липня 2009 призначений членом Міжсоборної присутності Російської православної церкви.
Під час хвороби митрополита Київського Володимира (Сабодана) головував на засіданнях Священного Синоду УПЦ 23 грудня 2011, 26 січня та 21 лютого 2012 року як найстарший за хіротонією постійний його член після предстоятеля. Через те, що на цих засіданнях архієпископа Переяслав-Хмельницького Олександра (Драбинка), секретаря і «праву руку» митрополита Володимира, було звільнено з кількох найвпливовіших в УПЦ посад, ЗМІ та незалежні оглядачі звинуватили групу постійних членів Синоду в складі митрополитів Вишгородського Павла (Лебедя) та Донецького Іларіона (Шукала) на чолі з Агафангелом у спробі усунути від практичного управління церквою її предстоятеля, взяти владу в свої руки і ліквідувати самостійність УПЦ. Через хворобу предстоятеля Агафангел також очолив у 2011 році традиційний подячний молебень на Володимирській гірці за участі найвищих високопосадовців країни.
У жовтні 2020 року заборонив у служінні священника Одеської єпархії Віктора Кочмара за участь у місцевих виборах як кандидата ОТГ.

## Одеська єпархія за керівництва Агафангела
Під час перебування митрополита Агафангела на Одеській кафедрі в єпархії відкрито 7 нових монастирів: Пантелеймонівський, Іллінський, Іверський, Костянтино-Єленівський та Миколаївський чоловічі, Михайлівський і Спасо-Преображенський жіночі. В єпархії відкрито більш як 300 церков, відновлено Спасо-Преображенський кафедральний собор. Єпархіальному управлінню було повернуто споруду Андріївського Афонського подвір'я в Одесі.
У 1995—1997 за поданням митрополита Агафангела Священний Синод УПЦ канонізував преподобних Кукшу Одеського, Гавриїла Афонського, праведного Іону Одеського, архієпископа Інокентія (Борисова), священномученика Анатолія (Грисюка).
Одеська єпархія, очолювана Агафангелом, — одна з небагатьох в УПЦ (МП), яка тривалий час не була поділена з часу здобуття Україною незалежності.
Стараннями митрополита Агафангела на Одеську область не була розповсюджена діяльність Бесарабської митрополії Румунської православної церкви, яка заявляє про свої права на канонічну юрисдикцію над регіоном.
У травні 2015 року співробітники Служби безпеки України провели обшук в одному з місць відпочинку Одеси, де відзначав своє 25-річчя один із працівників Одеської єпархії УПЦ (МП) Дмитро П., який також працює журналістом на одеському телеканалі і є помічником одного з народних депутатів. На вечірку громадянин запросив своїх колег з одеської єпархії МП: семінаристів Одеської та Київської духовної академії і семінарії (УПЦ МП) і священнослужителів УПЦ (МП). Гості подарували винуватцю торжества великий торт із зображенням герба і прапора терористичної організації «ДНР», а також прапора Росії. У відповідь чоловік накрив стіл з дорогими імпортними напоями і запросив на свято десяток дівчат, які надають інтимні послуги, які були переселенці з окупованого Донбасу. Під час обшуку співробітники СБУ вилучили у одного з гостей пістолет і патрони калібру 5,45.

## Погляди
Високопреосвященнійшого звинувачують у проросійських і, подекуди, навіть шовіністичних поглядах:.
Львівський релігійний публіцист, спеціаліст з релігійної соціології Андрій Юраш звинувачує Агафангела:
|  | Націоналізм Агафангела — це шовіністично-чорносотенна газета «Набат», яку поширюють в одеських храмах. Це радикальні заяви проти всього українського, це навіть заперечення терміну «Україна», а натомість вживання такого любого для шовіністів – «Малоросія» |

Протодиякон РПЦ Андрій Кураєв звинувачував Агафангела в гомосексуальній орієнтації.
Агафангел є прихильником концепції «Москва — Третій Рим» і запропонованого патріархом Московським Кирилом концепту «Русский мир».
|  | Давно назріла необхідність консолідації православних держав. Перш за все необхідно єднання с Росією України, Білорусі, середньоазійських і кавказьких народів, які раніше перебували у складі Руського Царства. Згодом у цей блок держав можуть увійти балканські держави і Греція |

Є категоричним противником інтеграції України в Європейський Союз та НАТО. Митрополит є противником глобалізації та екуменізму, вважаючи, що їм потрібно протистояти за допомогою чистоти віри і збереження традицій: юліанського календаря, постів і церковнослов'янської мови.

Владика Агафангел є також категоричним противником проголошення канонічної автокефалії Української православної церкви: 
|  | Ми бачимо всю шкідливість і пагубність відділення УПЦ від Московського патріархату. Це відділення буде ударом по твердині неушкодженого святоотцівського Православ'я, чого так чекають вороги Церкви і православної цивілізації. Виступати за автокефалію УПЦ означає бути на боці ворогів і недоброзичливців Православ'я. Тому потрібно чітко заявити: єдність УПЦ з церквою-матір'ю — РПЦ — є непорушною і незмінною істиною. Будь-яка спроба відділення від РПЦ завжди буде богопротивним розколом.Оригінальний текст (рос.) Мы видим всю вредоносность и душепагубность отделения УПЦ от Московского патриархата. Это отделение будет ударом по твердыне неповреждённого святоотеческого Православия, которого так ждут враги Церкви и православной цивилизации. Выступать за автокефалию УПЦ означает быть на стороне врагов и недоброжелателей Православия. Поэтому необходимо чётко заявить: единство УПЦ с Матерью — РПЦ является непреложной истиной, не терпящей никаких изменений. Всякая же попытка отделения от РПЦ всегда будет богопротивным расколом. |

Водночас, митрополит вважає, що подолання розколу в українському православ'ї можливе лише через покаяння «розкольників»: 
|  | Ніяке «об'єднання» з «УПЦ КП» чи «УАПЦ», згідно зі святими канонами, є неможливим. Можливим є лише приєднання розкольників до канонічної Церкви. І для цього не Українській православній церкві потрібно виконати вимоги схизматиків і націоналістичних політиканів, розриваючи священну, заповідану Богом єдність з Російською православною церквою, а самим розкольникам потрібно зі смиренням прийняти вчення, практику і церковний устрій Матері-Церкви.Оригінальний текст (рос.) Никакого «объединения» с «УПЦ КП» или «УАПЦ», согласно святым канонам, не может быть. Может быть лишь присоединение раскольников к канонической Церкви. И для этого не Украинской православной церкви следует выполнять условия схизматиков и националистических политиканов, разрывая священное богозаповеданное единство с Русской православной церковью, а самим раскольникам необходимо со смирением принять учение, практику и церковное устройство Матери-Церкви. |

Агафангел відомий своєю непримиренністю до опонентів. Йому належать слова про те, що «Львів — це наша Чечня». Певного розголосу набула реакція керівництва Одеської єпархії на статтю в газеті «Сегодня» про прейскурант церковних послуг. Як повідомив офіційний сайт єпархії, головним редактором якої є митрополит, «відтепер у Свято-Успенському Патріаршому Одеському, Свято-Пантелеймонівському, Свято-Іллінському і Свято-Іверському чоловічих монастирях будуть молитися про те, щоб Господь напоумив, скорботами та хворобами озлоблених, збожеволілих наклепників на Христа і Його Святу Церкву», тобто журналісток газети.
Під час Інциденту у Керченській протоці звернувся до патріарха Кирила із проханням звільнити моряків: «Шанобливо звертаюся до Вас з проханням …звернутися до керівництва Російської Федерації і всім здатним вплинути на рішення цього питання, з клопотанням про швидке повернення затриманих українських моряків на Батьківщину».
У 2021, даючи інтерв'ю проросійському ЗМІ Вести, заявив, що Бог «не пробачить» і «покарає» захисників Одеси, котрі захистили її в 2014 році.
31 жовтня 2024 в числі 17 (із 53) правлячих і 14 (із 58) вікарних архієреїв УПЦ МП підписав заяву, в якій засудив анексію Російською Православною церквою Донецької єпархії, зняття її керівника митрополита Іларіона і заміни на росіянина, уродженця Рязанської області Росії, архієрея з Далекого Сходу.

## Нагороди
- Орден князя Ярослава Мудрого IV ст. (24 серпня 2013) — за значний особистий внесок у державне будівництво, соціально-економічний, науково-технічний, культурно-освітній розвиток України, вагомі трудові здобутки та високий професіоналізм[39]
- Орден князя Ярослава Мудрого V ст. (20 серпня 2010)[40]
- Орден «За заслуги» I ст. (2 вересня 2003)[41], II ст. (7 вересня 1999)[42]
- Ювілейна медаль «20 років незалежності України» (1 грудня 2011)[43].

## Почесні звання
- Почесний громадянин Одеси
- Почесний громадянин міста Білгород-Дністровський
- Почесний громадянин Чорноморська
- Почесний громадянин Ізмаїла
- Почесний громадянин Одеської області